# Ali Hasan al-Arini
Ali Hasan al-Arini (arab. علي حسن العريني) – egipski zapaśnik walczący w stylu klasycznym. Złoty medalista mistrzostw Afryki w 1989 roku.